# Grant Shapps
Grant Shapps (Croxley Green, 14 settembre 1968) è un politico britannico, Segretario di Stato per la difesa del Regno Unito dal 2023 al 2024. In precedenza è stato Segretario di Stato per la Sicurezza Energetica e il Net Zero dal febbraio all'agosto 2023, Segretario di Stato per le imprese, l'energia e la strategia industriale dal 2022 al 2023, Segretario di Stato per i trasporti nel governo Johnson dal 2019 al 2022 e Segretario degli affari interni durante gli ultimi sei giorni della premiership di Liz Truss nell'ottobre 2022. Membro del Partito Conservatore (di cui è stato presidente dal 2012 al 2015), ha rappresentato il collegio di Welwyn Hatfield dal 2005 al 2024.
È anche responsabile ministeriale per il progetto Northern Powerhouse, un progetto per aumentare la crescita economica dell'Inghilterra settentrionale (e particolarmente delle città di Manchester, Liverpool, Leeds, Sheffield, Kingston upon Hull e Newcastle upon Tyne).

## Biografia
Shapps è nato nel settembre 1968 a Croxley Green, Rickmansworth, Hertfordshire, figlio di Beryl e Tony Shapps.  La sua famiglia è ebrea.  Il fratello di Grant, Andre Shapps, è un musicista che è stato membro dei Big Audio Dynamite (BAD) tra il 1994 e il 1998, suonando le tastiere. Il loro cugino Mick Jones è stato una figura chiave nel punk rock britannico della fine degli anni '70 e un membro fondatore sia dei Clash che dei Big Audio Dynamite.
Grant Shapps ha studiato alla Yorke Mead Primary School, alla Watford Grammar School for Boys e al Cassio College di Watford, dove ha studiato economia e finanza. Successivamente ha completato un corso di economia e finanza al Politecnico di Manchester e ha ricevuto un diploma nazionale superiore.
Shapps è stato anche presidente nazionale dell'organizzazione giovanile ebraica BBYO. Nel 1989, fu coinvolto in un incidente d'auto in Kansas, Stati Uniti, che lo lasciò in coma per una settimana.

## Vita privata
Ha sposato Belinda Goldstone nel 1997 e la coppia ha tre figli. Nel 1999 a Shapps fu diagnosticato il linfoma di Hodgkin e l'anno successivo si sottopose a chemioterapia e radioterapia per riprendersi dalla malattia. A causa degli effetti della chemioterapia, i suoi figli sono stati concepiti con la fecondazione in vitro. A causa del suo passato trattamento del cancro, nel febbraio 2021 Shapps è diventato il primo ministro del gabinetto del Regno Unito a ricevere un vaccino contro il COVID-19. Nel febbraio 2022 è comunque risultato positivo al COVID-19.
Shapps elenca la sua passione in Who's Who come "pilota privato con IMC (Condizioni meteorologiche dello strumento) e qualifiche notturne".